# Ronnie Liang
Ronnie Liang (ur. 31 stycznia 1985) – filipiński piosenkarz oraz aktor filmowy i telewizyjny.
W 2005 r. został finalistą talent show Pinoy Pop Superstar. Po zajęciu trzeciego miejsca w programie Pinoy Dream Academy (2006) wydał swój pierwszy album pt. Ang Aking Awitin (2007), który w ciągu kilku tygodni od premiery sprzedał się w nakładzie 15 tys. egzemplarzy.
Rozpoznawalność przyniósł mu przebój „Ngiti” (2007).

## Dyskografia
Albumy solowe
- 2007: Ang Aking Awitin
- 2012: May Minamahal
- 2014: Songs of Love
- 2018: 12